# Conferencia Olivaint de Bélgica
La conferencia Olivaint de Bélgica (francés: Conférence Olivaint de Belgique, holandés: Olivaint Genootschap van België, engels: Olivaint Conference of Belgium) es una organización belga, de liderazgo multilingüe independiente y unión de debate de estudiantes, fundada en 1954. Es la única organización estudiantil en Bélgica que opera en ambos idiomas oficiales (francés y holandés). El lema de la asociación es "Enseñar a la gobernanza hoy, creando líderes para el mañana ". Su objetivo es dar a conocer a los jóvenes universitarios, preferentemente en su tercer año de estudios, los asuntos públicos y la toma de responsabilidades, en un espíritu de bilingüismo, pluralidad de ideas y pluridisciplinariedad. La Conferencia Olivaint de Bélgica se encuentra bajo la dirección del Consejo de Administración. Supervisa las realizaciones y trabajos de los estudiantes. Los estudiantes votan por sí mismos por el presidente y el Consejo de Estudiantes. Estos estudiantes tienen un papel clave en la organización de las principales actividades de la Conferencia.
Miembros candidatos deberán presentar una solicitud por escrito y someterse a una entrevista realizada por la junta directiva de la Conferencia. La Conferencia limita su membresía a 50 personas por término académico. La membresía está limitada a dos años.
La Conferencia Olivaint de Bélgica es una organización hermana de la Oxford Union Society y de la Foro Generación del 78.

## Actividades
Durante el curso, los estudiantes se reúnen cada dos meses en Bruselas. Estos ejercicios de hablar en público permiten que los estudiantes se familiaricen con las técnicas del habla eficaces. Estos ejercicios son juzgados por un corrector de experiencia, lo que permite al estudiante a mejorar significativamente su nivel de discurso. Al final de cada reunión se invita a personalidades de la vida pública a discutir algo de interés para los miembros. Esto da la oportunidad a todos los estudiantes para discutir y debatir sobre un tema específico, con una personalidad destacada en un ambiente bastante íntimo. Además de las reuniones bimestrales, los estudiantes participan en un concurso de oratoria. Esto se lleva a cabo en presencia de los exmiembros de Olivaint en una ubicación de primera al alcance del público. Un jurado independiente evalúa la presentación de los estudiantes y ofrece diversos premios a los ganadores. El curso termina con una sesión de estudio en el extranjero. El viaje, que dura unas tres semanas, tiene lugar en los meses de verano.

## Notables miembros anteriores
- Jean-Luc Dehaene,[7][8]  el ex primer ministro de Bélgica.
- Jacques van Ypersele de Strihou, Ministro de Estado y exjefe de personal del rey Balduino de Bélgica y el rey Alberto II de Bélgica.
- François-Xavier de Donnea, un político belga y un exalcalde de la Ciudad de Bruselas.
- Philippe de Buck van Overstraeten, director BUSINESSEUROPE.
- Henri Tulkens, profesor de la Universidad Católica de Lovaina.
- Bernard Lietaer,[9] un ingeniero civil, economista y escritor.